# Sture Berglund (född 1937)

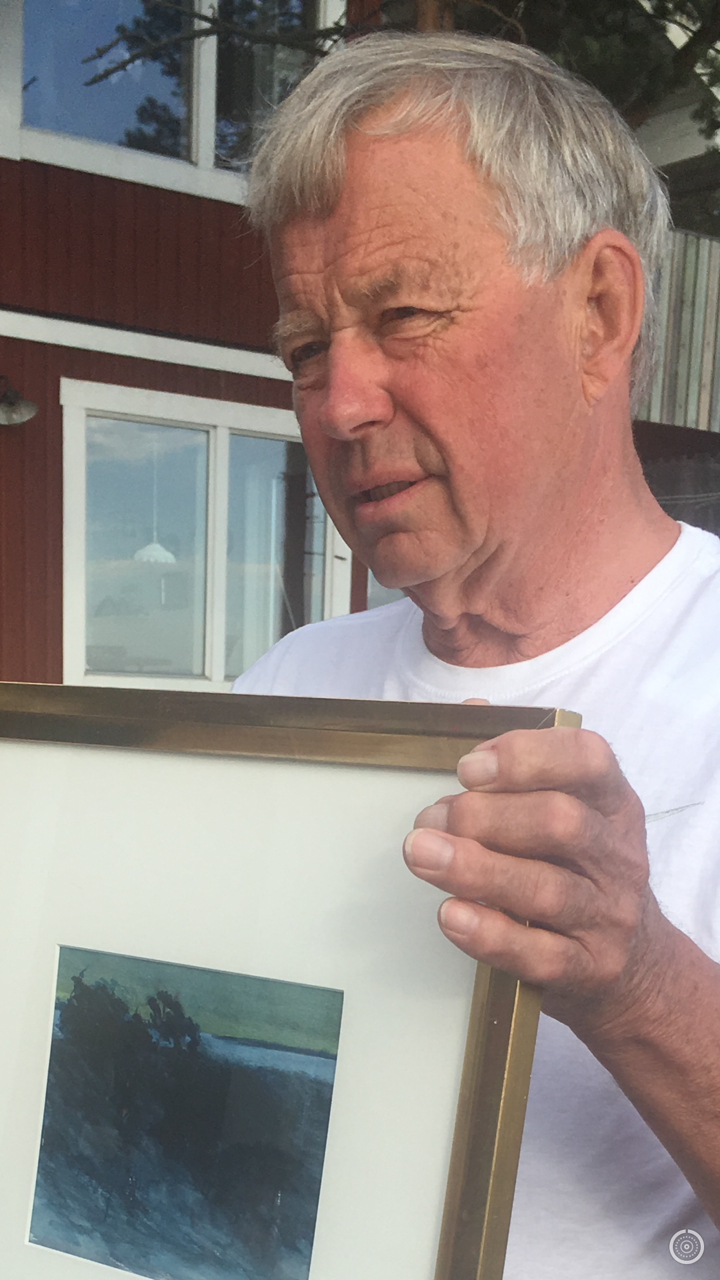
Sture Berglund med ett av sina alster.

Sten Sture Berglund, född 10 augusti 1937 i Piteå, är en svensk konstnär.
Berglund har studerat på Konstfackskolan och  Grafikskolan/Konsthögskolan i Stockholm.
Han har sedan början av 1980-talet varit knuten till projekt kring tolkning och dokumentation av det bottniska natur- och kulturlandskapet. Berglund har även haft utställningar, gjort offentliga utsmyckningar och miljögestaltningar samt fått uppdrag inom trafik-, industri- och mediasektorn.
Han har utfört nio Nobeldiplom inom kemi, fysik och ekonomisk vetenskap åren 2008–2010.